# ジェイコブ・ソーケルソン
ジェイコブ・ソーケルソン(英語: Jacob Thorkelson, 1876年9月24日 - 1945年11月20日)は、アメリカ合衆国の政治家、共和党員。 アメリカ合衆国下院議員(通算期)。

## 経歴・人物
ソーケルソンは、スウェーデン=ノルウェー連合王国のローガラン県の海岸沿いの町、エーゲルスンで生まれた。1892年にアメリカ合衆国に移住し、航海術を学んだ後、外航船の航海士や帆船長として活躍した。その後、1897年から1899年まで民兵組織であるバージニア海軍予備隊に所属した。
1911年にはメリーランド大学ボルチモア校医学部を卒業した。同年から1913年まで同校の教員を務めたあと、モンタナ州の各地で医師として活躍した。1936年から1939年までアメリカ海軍予備隊に所属し、中佐の地位に就いていた。

### 連邦下院議員
1938年、共和党員としてモンタナ州第1選挙区から連邦下院議員に立候補し、総選挙で民主党現職のジェリー・ジョセフ・オコンネルを破って当選した。ソーケルソンは、議会記録を使って反英・反ユダヤのプロパガンダを転載したり、退役軍人で反ユダヤ主義者のジョージ・ヴァン・ホーン・モーズリー将軍を支持したりしたことで、同時代のジャーナリストから「狂信的な親ファシスト、反ユダヤ主義者」「ユダヤ人を迫害するファシスト気質」と称された。コメンテーターのウォルター・ウィンチェルはソーケルソンを「議会におけるナチスの代弁者」と呼んだ。ソーケルソンは後にウィンチェルから "We Can Do Without "のリストに加えられたため、ウィンチェルを訴え180万ドルを請求した。
現代の歴史家はソーケルソンについて「ユダヤ人とニューディール政策に対する暴言と合衆国憲法改正の呼びかけでよく知られている」「猛烈な反ユダヤ主義者であり、親ファシストである」と言われている。ソーケルソンは、議会記録に「シオン長老の議定書」、アーネスト・フレデリック・エルムハースト著「世界のデマ」、黒人運動家オズワルド・モズレー卿の「アクション」、ロサンゼルスを拠点とするナチス寄りの出版物「クリスチャン・フリー・プレス」などからの引用を挿入し、次のように弁明した。

1940年選挙に再選を目指して出馬したが、共和党の予備選挙で元米国下院議員のジャネット・ランキンに敗れた。その後、1942年にアメリカ上院議員選挙に出馬したが、予備選挙でウェリントン・D・ランキン、チャールズ・R・ドーリーに次いで3位に沈んだ。1944年にはモンタナ州知事に立候補し、現職のサム・フォード知事に敗れた。
ソーケルソンは1945年11月20日にビュートで死亡し、同地のホーリー・クロス墓地に埋葬された。